# 翁格尔多夫
翁格尔多夫是奥地利施蒂利亚州魏茨县的一个市镇。总面积5.02平方公里，总人口696人，人口密度138.6人/平方公里（2005年）。